# Crateús
Crateús è un comune del Brasile nello Stato del Ceará, parte della mesoregione di Sertões Cearenses e della microregione di Sertão de Cratéus. È una delle città più importanti e più antiche dello Stato e dell'intera Regione del Nord-Est del Brasile. Si trova nella regione occidentale del Ceará ed è sede della Regione di Pianificazione di Crateús Sertões e della Regione Metropolitana di Crateús (progetto di legge attualmente all'esame dell'assemblea legislativa),[6] che è composta da 14 comuni e ha una popolazione stimata di 363.610 abitanti secondo il censimento demografico del 2022 dell'istituto Brasiliano di Geografia e Statistica (IBGE).[7] Tuttavia, il solo comune Cratepolitano è il quindicesimo più popoloso dello Stato del Ceará, con 72.853 abitanti.[8]
Il comune è una città di notevole importanza regionale, che eccelle nella produzione e commercializzazione di prodotti rurali, come l'allevamento e la produzione di cereali di grandi dimensioni nella ricca valle del fiume Poti, che geograficamente taglia la regione di Serra Grande, [9] questo fattore, Questo fattore, unito alla sua posizione geografica strategica a ovest dello Stato del Ceará e a est dello Stato del Piauí, la rende un grande hub commerciale sia per il Ceará che per il Piauí, essendo il più grande centro demografico, culturale, economico e commerciale tra i due, un fattore che guida il flusso di tutta la produzione regionale. [10][11] Come risultato di queste potenzialità, Crateús assume la posizione di capitale regionale, poiché, oltre a essere un'economia in crescita nell'interno nord-orientale, è anche un centro universitario in espansione e possiede il più grande centro sanitario dei Sertões de Crateús. 12][13] Caratteristiche che consolidano il comune come capitale del Ceará occidentale,[14] come è popolarmente conosciuto.
Un tempo Crateús era uno dei maggiori produttori di biocarburanti del Paese e tuttora della regione nordorientale, con una produzione di 118.800 m³ di biodiesel all'anno secondo l'azienda Brasil Ecodiesel. [La città ospita anche un'unità dell'Esercito brasiliano (40º BI - Battaglione di Fanteria)[17] e la base regionale SAMU[18], oltre alla Riserva Naturale Serra das Almas[19] e al Parco Statale Cânion Cearense do Rio Poti.[20] Il clima è tipicamente tropicale, con temperature elevate con una temperatura media di 25,4 gradi centigradi e un'altitudine di 90 metri, che arriva fino a 274 metri nelle zone più alte, cioè nelle regioni montuose e sopra la Serra Grande.[21] Il comune si trova a 350 km dalla capitale, Fortaleza, a cui si accede tramite le autostrade statali e le BR-226 e BR-020 (Autostrada Brasília-Fortaleza). [22] È inoltre collegato dalla Ferrovia Transnordestina, attualmente utilizzata e gestita da FTL,[23] responsabile del trasporto merci su rotaia nello Stato del Ceará e nella regione del Nord-Est.
Secondo la rivista Exame, Crateús è tra le cinquanta migliori città dell'interno in cui vivere.[24] Il comune è noto a livello internazionale per essere “la città che arrestò il santo”,[25] per la disputa sui confini tra Ceará e Piauí,[26] per essersi opposto al passaggio della Colonna Prestes nel 1926,[27] e per aver registrato 12 °C il 13 febbraio 1963, la temperatura minima più bassa del Ceará. [28] perché apparteneva allo Stato del Piauí durante l'Impero brasiliano,[29] perché ospita il Parco statale del Canyon del fiume Ceará Poti,[30] e la Riserva naturale di Serra das Almas,[31] perché è situata ai piedi della Serra Grande (Monti Ibiapaba). [32] e il fatto che l'allora 4° Battaglione Ferroviario, poi 4° Battaglione di Ingegneria e Costruzione (ora con sede a Barreiras, Bahia) fu creato nella città di Crateús il 19 gennaio 1955, con il decreto n. 36.767 dell'allora Presidente Café Filho.

## La Coluna prestes

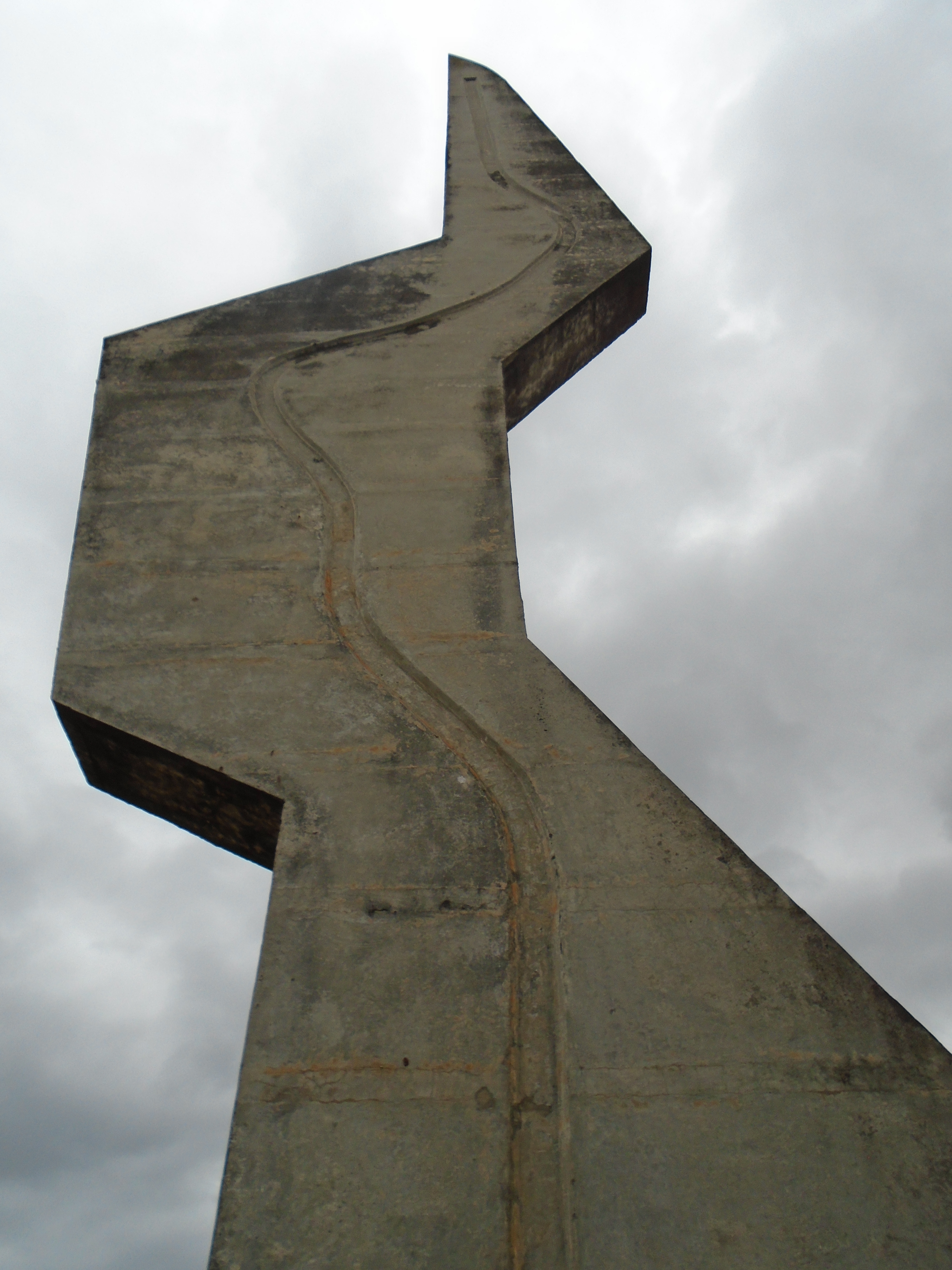
Monumento Coluna Prestes (Santo Ângelo, Brasil)

Il 15 gennaio è un giorno molto significativo nella storia di Crateús. La data segna il passaggio della Colonna Prestes attraverso la città nel 1926. È la città del Ceará in cui si è verificato l'evento più importante della Colonna Prestes: Crateús è l'unica città del Paese in cui ci furono scontri e morti durante il passaggio del Movimento guidato da Luís Carlos Prestes, che ebbe luogo in Brasile tra il 1925 e il 1927. Il caporale Antonino Cabeleira e il tenente Tarquínio, membri del gruppo, sono sepolti in città, in un luogo noto come “Cimitero dei Rivoltosi”.
La Colonna Prestes fu un movimento che nacque dal movimento del tenentismo. I soldati brasiliani si ribellarono e iniziarono una marcia di due anni attraverso l'interno del Paese. Durante il loro viaggio, i membri della Colonna percorsero più di 25.000 chilometri per protestare contro i governi al potere.
L'accoglienza dei membri della Colonna Prestes nelle città di campagna che attraversarono fu diversa. Mentre in alcuni luoghi furono accolti come eroici salvatori dalla popolazione, in altri furono accolti in modo freddo e sospettoso a causa delle azioni compiute.
A Crateús, secondo gli storici, ci furono combattimenti in vari punti della città tra i membri del gruppo e le forze legaliste cittadine. Uno di questi è l'edificio della Stazione Ferroviaria (RFFSA) in Piazza Gentil Cardoso. Secondo lo storico Flávio Machado, questo è uno dei luoghi principali. “Alcuni di questi luoghi sono stati conquistati dal gruppo di Prestes, come l'edificio della stazione ferroviaria. Hanno preso il controllo e stavano per prendere altri posti. Crateús è stata l'unica città in cui c'è stato uno scontro”, ha detto Machado. La chiesa principale e la Rua Padre Macedo (“via del pepe”) furono il luogo in cui si svolsero gli scontri militari e le uccisioni.
Nella piazza è stato anche costruito un monumento come testimonianza storica e culturale. L'inaugurazione è avvenuta il 14 gennaio 2006, in occasione dell'80° anniversario dell'episodio. Il monumento di 13,5 metri è stato progettato da Oscar Niemeyer. L'architetto ha realizzato il progetto e lo ha messo a disposizione dei comuni attraverso i quali la colonna è passata. Nel Ceará, grazie all'iniziativa della Commissione di Amnistia e ai fondi del governo statale, è stato eretto il monumento. È il quarto nel Paese.
Crateús è l'unica città dell'interno del Nordest ad avere un'opera del più grande architetto della storia brasiliana: Oscar Niemeyer.
Raimundo Soares de Sousa, un artista di Crateús, ha realizzato una scultura in onore del centenario del passaggio della Colonna Prestes attraverso Crateús nel 1926. L'intenzione dell'artista è quella di collocare l'opera nel cimitero degli insorti. “L'ideale sarebbe costruire qui un Centro culturale che racconti la storia del conflitto che ha avuto luogo a Crateús”, dice Raimundo. Crateús è l'unica città dell'interno nord-orientale ad avere un'opera del più grande architetto della storia brasiliana: Oscar Niemeyer.
Raimundo Soares de Sousa, un artista di Crateús, ha realizzato una scultura in onore del centenario del passaggio della Colonna Prestes attraverso Crateús nel 1926. L'intenzione dell'artista è quella di collocare l'opera nel cimitero degli insorti. “L'ideale sarebbe costruire qui un Centro culturale che racconti la storia del conflitto che ha avuto luogo a Crateús”, dice Raimundo.

## Etimologia

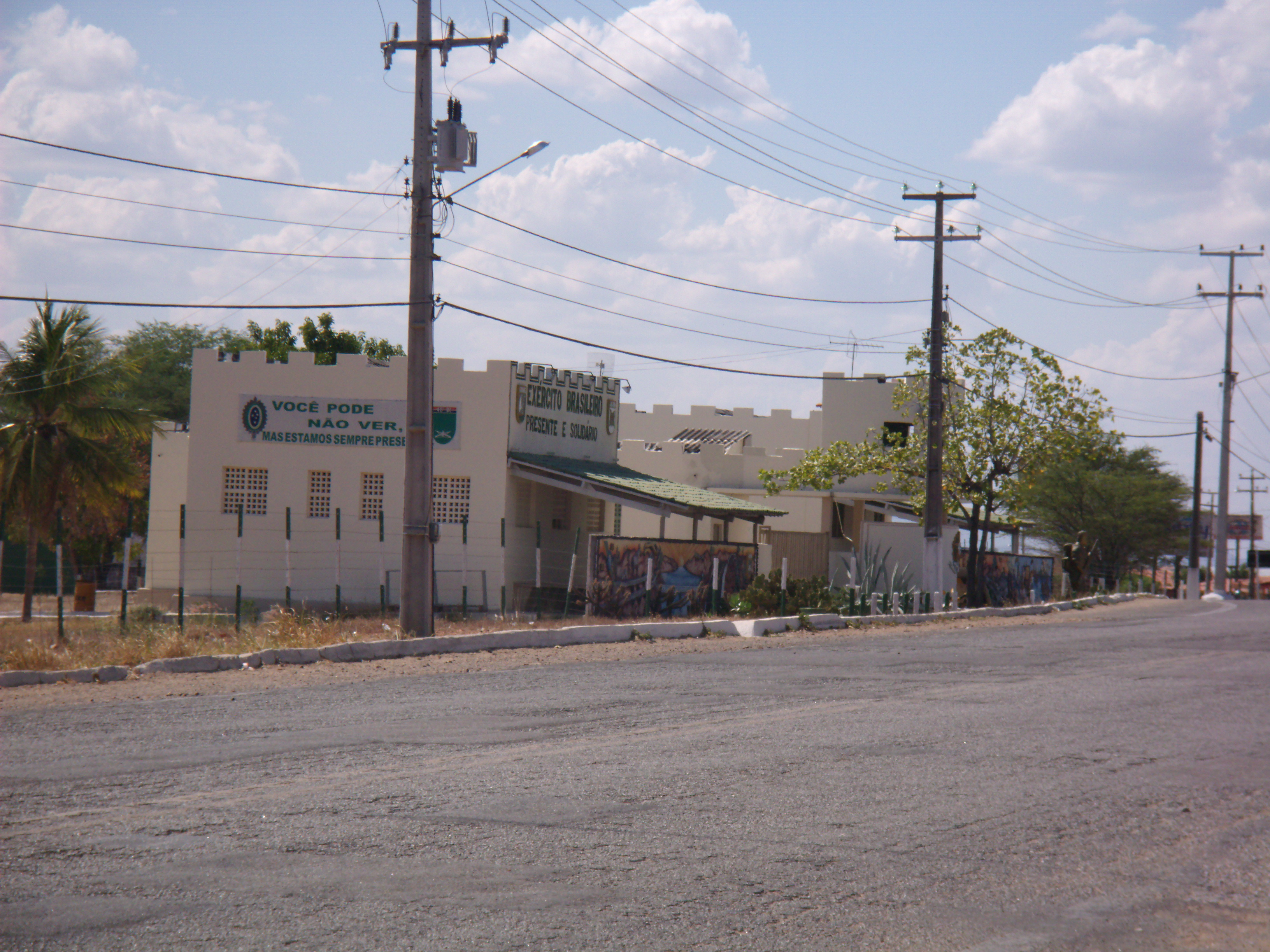

### Derivazione
L'origine del toponimo “Crateús” deriva dai Tupi o Tapuia (Kariri), e può significare:
tupi: cará (patata) e teú (lucertola);[33]
kariri: kará (pesce) te (terra) e ús (Popolo)[34] o anche composto da kra (“secco”) più té, formando kraté (“cosa secca” o “luogo secco”) e yú (molto frequente) formando “frequente luogo molto secco” us (“popolo” o “tribù”) o anche riferendosi ai karatiús o karatís (indiani nativi della regione) che diventerebbero “indiani della tribù karati”.[35]
Crateús (AFI: [kɾateˈus]) (localmente [kɾateˈuus o kɾateˈuis][a]) e pronuncia: kra-te-us[36], che può essere pronunciato anche come kra-te-uis. Quando si pronuncia il nome del comune, è comune che i parlanti lo pronuncino erroneamente “crateus”, dimenticando l'accento acuto sulla lettera “U” (da tale: Ú). Questo accento è un segno grafico utilizzato per indicare la sillaba sottolineata con un suono aperto in alcune parole.
Il suo nome originario era “Fazenda Piranhas” (nome dato alla fattoria di proprietà di Dona Ávila Pereira, a causa dell'abbondanza di questo pesce nella regione), poi elevato alla categoria di città con il “Príncipe Imperial do Piauí”.[37][38]

## La bandiera

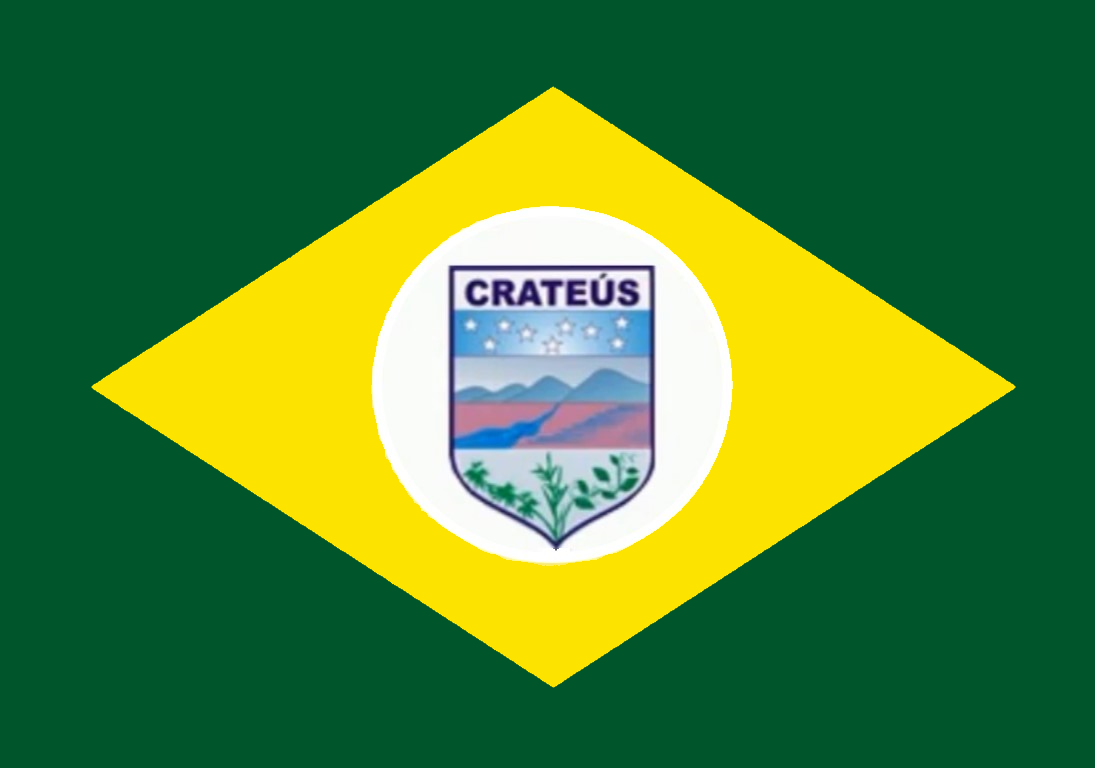
Crateús flag

La bandiera di Crateús è uno dei simboli ufficiali del comune, con un rapporto larghezza-lunghezza di 7:10. È composta da tre strisce orizzontali di colore giallo, bianco e verde e al centro è presente lo stemma comunale. È composta da tre strisce orizzontali di colore giallo, bianco e verde, e al centro si trova lo stemma comunale.[39] Il colore giallo simboleggia le ricchezze del comune (all'epoca della sua creazione, principalmente riso, la cui lolla, tra l'altro, è di colore giallastro). Il colore bianco al centro della bandiera e dove si trova la maggior parte dello stemma simboleggia pace, armonia e prosperità. Il colore verde, invece, allude alle foreste di Crateús, che all'epoca erano più abbondanti, e alla Foresta Atlantica nella Serra Grande.[40] La bandiera può essere utilizzata in tutti gli eventi civici della popolazione di Crateús, sia privati che ufficiali.

## Lo stemma

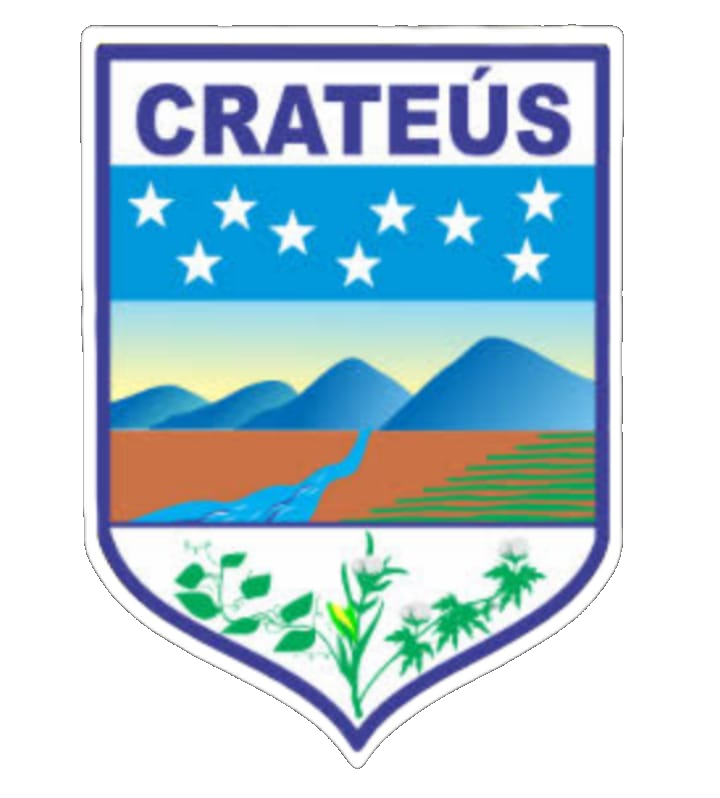
Crateús flag

Lo stemma di Crateús fa riferimento alle ricchezze e alle bellezze del comune, come la Serra da Ibiapaba e la Valle del fiume Poti, che un tempo facevano leva sull'economia della città con grandi produzioni rurali nel settore dell'agricoltura e dell'allevamento, oltre alle coltivazioni di mais e fagioli nelle ricche valli della regione.[41] Lo stemma di Crateús viene utilizzato anche in tutte le manifestazioni civiche.
L'uso dello stemma di Crateús è obbligatorio nel Municipio e nel Consiglio comunale, e viene quindi utilizzato sui documenti ufficiali dei rami esecutivo e legislativo (documenti, carta della corrispondenza, inviti e pubblicazioni ufficiali).[41]

## L'inno
L'Inno di Crateús ha un testo composto dal medico Antônio Carlos Barreto e una melodia creata da Expedito Paiva e Carlos César. La sua struttura esterna è costituita da strofe in quartine a rima baciata.

## La storia
Le terre di Crateús, a sud della Serra da Ibiapaba (Serra Grande) e sulle rive del fiume Poti, erano abitate dagli indios Karatis,[42][43] prima dell'arrivo dei portoghesi e dei bandeirantes nel XVII secolo.
Nel 1721, la valle del Crateús fu acquistata da D. Ávila Pereira Passos per il prezzo di quattromila cruzados. Gli furono assegnate le terre della fattoria Lagoa das Almas, 18 chilometri a sud-ovest di Vila Príncipe Imperial (l'attuale città di Crateús), sulla riva sinistra del Riacho do Gado, che sfocia nel fiume Poti.[44]
Con il successo dell'economia mercantilista, la città di Piranhas, nel Piauí, si distinse come punto commerciale di collegamento tra il Ceará e il Piauí, grazie all'incidente geografico (boqueirão) tra Serra Grande e Ibiapaba, facilitando il traffico tra i due Stati.
La città di Príncipe Imperial ha fatto parte dello Stato del Piauí fino al 1880, quando è stata annessa al territorio del Ceará in seguito alla soluzione della disputa territoriale tra i due Stati. Il Ceará riconobbe la giurisdizione del Piauí sul comune di Amarração (Luís Correia) e in cambio il Piauí offrì due importanti comuni piauiniani: Independência e Príncipe Imperial.[45]
Con l'espansione della ferrovia Sobral-Camocim nel Piauí nel 1911, le terre di Crateús furono tagliate fuori dalla ferrovia e, nel 1912, furono costruite due stazioni ferroviarie nel comune: Crateús[46] e Sucesso,[47] e successivamente furono costruite altre stazioni nel 1916 a Poti,[48] nel 1918 a Ibiapaba,[49] nel 1932 a Oiticica[50] e a Santa Teresina[51
Grazie all'incidente geografico del canyon del fiume Poti, che taglia la Serra da Ibiapaba (Serra Grande) formando un collegamento naturale tra Ceará e Piauí, al mercantilismo tra i due Stati e alla crescita intorno alla ferrovia, Crateús si è sviluppata come centro urbano e commerciale in cui sono presenti diversi gruppi etnici, sia indigeni (Tabajara, Potyguara, Calabaça, Kariri, Tupinambá) che di origine africana (Quilombos: Queimadas).